# Gesamtsystemsimulation
Unter Gesamtsystemsimulation (kurz GSS) oder domänenübergreifender Simulation komplexer mechatronischer Systeme versteht man die Simulation des Verhaltens eines gesamten Systems. Hierbei stehen nicht einzelne Komponenten und deren detailliertes physikalisches Verhalten im Vordergrund, sondern deren Wechselwirkungen mit weiteren Komponenten, welche in Summe ein gesamtes System repräsentieren.

## Hintergrund
Die Entwicklung heutiger Systeme und Produkte erfolgt zunehmend durch die Unterstützung von Simulationssoftware. Diese steigern die Effizienz der Entwicklungswerkzeuge und ermöglichen eine nahezu gleichbleibende Entwicklungszeit trotz stark steigender Produktkomplexität.
Im Bereich der Steuergeräteentwicklung steht man vor genau diesem Problem. Zunehmende Produktkomplexität besteht im Kontext Industrie 4.0 darin Systeme miteinander zu vernetzen, deren Intelligenz zu steigern und so cyber-physische-Systeme zu schaffen. Diese Funktionalitäten werden hauptsächlich auf Steuerungseinheiten der Systeme implementiert, da eine Vielzahl an Daten ausgetauscht werden, auf deren Basis Entscheidungen getroffen werden.
Um diese Funktionalität vor der Systemfreigabe effizient zu testen, bedient sich die Steuerungsentwicklung an Techniken aus dem Bereich der modellbasierten Entwicklung, den sogenannten „X-in-the-Loop“-Technologien.

## Anwendungen

### Steuergeräteentwicklung
Im Rahmen der Entwicklung von Steuergeräten intelligenter technischer Systeme werden zunehmend „X-in-the-Loop“-Technologien verwendet. Hierfür werden Simulationsmodelle erstellt, die das Verhalten des Gesamtsystems repräsentieren. Hierbei werden, je nach Anforderung an diese Modelle, verschiedene Modellierungstiefen abgebildet. Dabei werden sowohl physikalische Gesetze als auch implizites Systemwissen zur Erstellung der Modelle genutzt. Im Rahmen einer MiL Simulation werden dann erste Entwürfe des Systems und der zugehörigen Steuerung entwickelt und im weiteren Verlauf der Entwurfsmethodik ausdetailliert. So wird erreicht, dass der erste Prototyp des Steuergerätes bereits mehrere iterative Optimierungsdurchläufe erfahren hat und eine deutlich höhere Qualität aufweist.
Hier wird das zeitliche Einsparpotenzial deutlich, welches die Systemsimulation ermöglicht: Virtuelles Systemverhalten zum Auslegen und Testen von Steuerungen, um Iterationen in der Entwicklung zu beschleunigen und Prototypen einsparen zu können.

### Virtuelle Inbetriebnahme
Ein weiteres Anwendungsfeld der Gesamtsystemsimulation ist die virtuelle Inbetriebnahme. Auch hier werden virtuelle Abbilder realer Systeme dazu genutzt, räumliche Planungen durchzuführen, Produktionsabläufe virtuell zu untersuchen und logistische Prozesse vor der Inbetriebnahme zu untersuchen. Auch hier bietet die Anwendung der Gesamtsystemsimulation die Möglichkeit, Fehler vor der Inbetriebnahme zu detektieren und zu beheben, ohne dass zeitintensive Tests am realen System durchgeführt werden müssen.

## Forschung
In der Forschung wird sich vermehrt mit der toolübergreifenden Gesamtsystemsimulation beschäftigt. Dabei wird berücksichtigt, dass unterschiedliche Komponentenmodelle mit verschiedener Simulationssoftware erstellt werden. Daraus resultiert eine heterogene Modelllandschaft, die zu einem einheitlichen Gesamtsystem integriert werden muss. Das Functional-Mockup-Interface hat sich hier bereits als Standard etabliert, um solche Modellkopplungen vornehmen zu können. Weitere Forschungsarbeiten gehen in Richtung Standardisierung von Modellschnittstellen. Das Fraunhofer IEM arbeitet beispielsweise an Modellierungsstandards für elektrische Antriebskomponenten. Ziel dabei ist die Erarbeitung einer präzisen Schnittstellendefinition, um korrekte numerische Simulationen zu gewährleisten.  